# Čerenkovovo záření

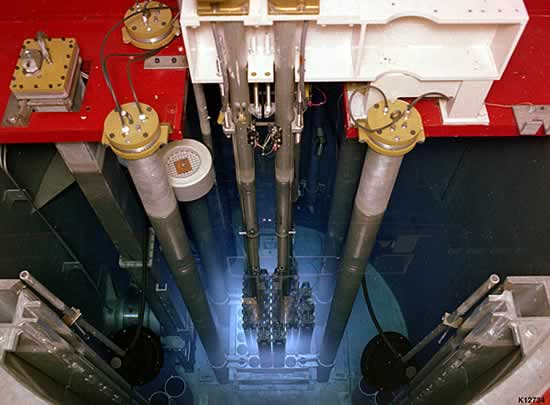
Čerenkovovo záření vznikající v jaderném reaktoru třídy TRIGA

Čerenkovovo záření (také Čerenkovův efekt) je elektromagnetická obdoba zvukové rázové vlny.
Nabitá částice, která se pohybuje v optickém prostředí rychleji, než je fázová rychlost světla pro toto prostředí, vyvolává záření, které trvá po tu dobu, kdy je částice rychlejší než světlo. Typicky lze Čerenkovův efekt pozorovat v nádržích jaderných reaktorů, kde se uranové palivo nachází v kapalině moderující neutrony, vlivem štěpení jsou produkovány částice záření beta (vysokoenergetické elektrony), které při pohybu kapalinou emitují fotony s energií několika málo eV a voda tak získává modravý nádech.
Objevení záření lze datovat do roku 1934, kdy sovětský fyzik Pavel Alexejevič Čerenkov zjistil, že záření beta při průchodu kapalinou vydává slabé modravé světélkování. Jas tohoto světélkování jevil v čirých kapalinách jen malou závislost na jejich chemickém složení. Podobný efekt pozoroval i u tuhých průhledných těles.
Prvotní nepřesné vysvětlení podal Vavilov, když tvrdil, že zdrojem světélkování jsou elektrony, které vznikají v látce působením záření gama. V roce 1937 se problému ujali fyzikové Ilja Michajlovič Frank a Igor Jevgeněvič Tamm, kteří na základě klasické elektrodynamiky vypracovali přesnou teorii uvedeného jevu. Čerenkov, na jehož počest se záření jmenuje, společně s I. M. Frankem a I. J. Tammem v roce 1958 obdržel za objev a objasnění tzv. Čerenkovova efektu Nobelovu cenu za fyziku.
Je-li prostředí, ve kterém se částice pohybuje, průhledné, může být Čerenkovovo záření viditelné (dochází k modravému světélkování). Může být tak využito k detekci rychlých nabitých částic v Čerenkovových počítačích. Těch se využívá u urychlovačů, při detekci neutrin a kosmického záření.

## Vysvětlení vzniku jevu
Při průchodu elektricky nabité částice látkovým prostředím dochází k místní polarizaci atomů a molekul podél dráhy. Po průchodu částice se atomy samy opět depolarizují, přičemž získanou energii vyzařují ve formě elektromagnetického záření. To podléhá interferenci, jejíž výsledek závisí na rychlosti částice.
Je-li rychlost pohybu částice v prostředí větší než je fázová rychlost světla, mohou se elektromagnetické vlny, vznikající v různých místech dráhy, dostat do fáze a ve vhodném úhlu θ se tyto fáze mohou sečíst a vznikne pozorovatelné záření.

## Odvození velikosti rychlosti, kterou se musí daná částice pohybovat
Každé místo dráhy částice se vlivem depolarizace prostředí stává zdrojem slabého elektromagnetického signálu, jenž se šíří rychlostí {\displaystyle {\frac {c}{n}}}, kde {\displaystyle n} představuje index lomu daného optického prostředí pro danou frekvenci záření. Za dobu {\displaystyle t} se zmíněný signál rozšíří do kulové vlnoplochy o poloměru {\displaystyle {\frac {c}{n}}\cdot t}, zatímco částice urazí vzdálenost {\displaystyle vt=\beta ct}, kde {\displaystyle \beta ={\frac {v}{c}}}. Během uvažované doby se od dalších bodů dráhy postupně rozbíhají kulové vlnoplochy, jejichž společná obálka tvoří plášť kužele.

Řez kuželem, který vytváří společná obálka kulových vlnoploch rozbíhajících se od bodů dráhy částice při vzniku Čerenkovova záření. Na obrázku červená šipka znázorňuje rychlost částice, je poměr, je index lomu prostředí. Modré šipky ukazují směr šíření Čerenkovova záření. Z obrázku plyne, že

V řezu tohoto kužele lze nalézt pravoúhlý trojúhelník z něhož vyplývá, že zesilující interference bude nastávat pod úhlem {\displaystyle \theta }, pro nějž platí:
{\displaystyle \cos {\theta }={\frac {\frac {ct}{n}}{vt}}={\frac {c}{nv}}={\frac {c}{n{\beta }c}}={\frac {1}{n\beta }}}. Pod oním úhlem se také vzniklé záření kuželovitě rozbíhá od dráhy letící částice.
Podmínkou pro vznik Čerenkovova záření je pohyb nabité částice rychlostí nejméně rovnou prahové rychlosti {\displaystyle v_{min}}.
Kosinus úhlu může nabývat nanejvýše hodnoty {\displaystyle 1}, pro niž je rychlost částice nejmenší a dle předchozího vychází {\displaystyle v_{min}={\frac {c}{n}}}, tudíž je rovna rychlosti záření v látkovém prostředí. Odpovídající úhel {\displaystyle \theta } pak vychází {\displaystyle \theta =0^{\circ }} a vyzařování jde ve směru pohybu částice.
Pro maximální úhel vyzařování u částice, která by se pohybovala rychlostí {\displaystyle v_{max}=c} (jíž se však reálně může hmotná částice jen přiblížit) by platil vztah
{\displaystyle \cos {\theta }={\frac {c}{c}}\cdot {\frac {1}{n}}={\frac {1}{n}}}, kde {\displaystyle n} zastupuje index lomu prostředí pro vznikající záření.
Minimální rychlosti potřebné k vyzařování Čerenkovova záření odpovídá kinetická energie částice rovna
{\displaystyle E_{min}={\frac {m_{0}c^{2}}{\sqrt {1-{\frac {v^{2}}{c^{2}}}}}}-m_{0}c^{2}={\frac {m_{0}c^{2}}{\sqrt {1-{\frac {1}{n^{2}}}}}}-m_{0}c^{2}}.
Ve vodě s indexem lomu {\displaystyle n=1{,}33} činí prahová rychlost pro vznik Čerenkovova záření {\displaystyle v_{min}=0{,}75c}, což pro elektron odpovídá prahové kinetické energii {\displaystyle E_{min}=0{,}26\,{\rm {MeV}}}; elektron prolétající vodou maximální rychlostí ({\displaystyle \cos \theta _{max}={\frac {1}{1{,}33}}\doteq 0,752}) bude čerenkovsky vyzařovat pod úhlem {\displaystyle \theta _{max}\doteq 41{,}2^{\circ }}.
Tabulka prahových rychlostí a energií pro některé částice
| Látka           | Index lomu n | Prahová rychlost vmin | Prahová kinetická energie Emin | Prahová kinetická energie Emin | Prahová kinetická energie Emin | Prahová kinetická energie Emin |
| Látka           | Index lomu n | Prahová rychlost vmin | Elektron e−                    | Proton p+                      | Mion μ−, +                     | Pion π−, +                     |
| --------------- | ------------ | --------------------- | ------------------------------ | ------------------------------ | ------------------------------ | ------------------------------ |
| Plexisklo, sklo | 1,5          | 2×108 m/s             | 0,173 MeV                      | 320 MeV                        | 36 MeV                         | 49 MeV                         |
| Voda            | 1,33         | 2,26×108 m/s          | 0,26 MeV                       | 460 MeV                        | 50 MeV                         | 68 MeV                         |

## Vlastnosti vznikajícího záření
Čerenkovovo záření způsobuje energetické ztráty a brzdění částice, ale tento vliv je ve srovnání s jinými ztrátami (ionizace, excitace, ...) zanedbatelný.
Množství energie, které se vyzáří na dráze dl při pohybu částice s nábojem q je dáno vztahem
{\displaystyle {\frac {\mathrm {d} W}{\mathrm {d} l}}={\frac {q^{2}}{c^{2}}}\cdot \int _{\omega }(1-{\frac {1}{\beta ^{2}n^{2}}})\omega \mathrm {{d}\omega } }, kde β = v/c. Integrujeme zde přes kruhovou frekvenci záření ω = 2πf = 2π/λ.
Počet fotonů dN vyzářených s energií {\displaystyle hf=\hbar \omega } na dráze dl je
{\displaystyle {\frac {\mathrm {d} N}{\mathrm {d} l}}={\frac {\mathrm {d} W}{\mathrm {d} l}}\cdot {\frac {\lambda }{hc}}={\frac {4\pi ^{2}q^{2}}{hc}}\cdot \int _{\lambda }{\frac {(1-{\frac {1}{\beta ^{2}n^{2}}})}{\lambda ^{2}}}\mathrm {{d}\lambda } }.
Výraz za integrálem vyjadřuje spektrum Čerenkovova záření. Vyplývá z něj, že spektrum je stejné pro všechny částice se stejným nábojem q, je spojité a počet vyzářených fotonů klesá s druhou mocninou vlnové délky λ.